# نهاية كل شيء (رواية)
نهاية كل شيء هي رواية صدرت عام 2011 للكاتبة الأمريكية ميغان أبوت. تدور أحداثها حول ليزي هود، وهي فتاة تبلغ من العمر ثلاثة عشر عامًا، بعد اختطاف صديقتها المفضلة إيفي فيرفر. تجد ليزي نفسها تقترب أكثر فأكثر من عائلة إيفي، وخاصة والدها السيد فيرفير، بينما تحاول اكتشاف ما حدث لصديقتها.

## النشر والمراجعات
نشرت الرواية عن ريغان آرثر [الإنجليزية] في 7 يوليو 2011، ولاقت الرواية استحسانًا بشكل عام، خاصة لتصويرها للشخصيات النسائية والعلاقات المعقدة بين المراهقين والبالغين. واختيرت كواحدة من أفضل الكتب لعام 2011 من قبل بابليشرز ويكلي، وبوسطن غلوب، وواشنطن إكزامنر [الإنجليزية].

### الجوائز
| سنة  | جائزة                     | نتيجة                  | المرجع. |
| ---- | ------------------------- | ---------------------- | ------- |
| 2012 | جائزة أنتوني [الإنجليزية] | تأهلت للقوائم النهائية | [ 1 ]   |